# 찬조출연
찬조출연(賛助出演)은 영화, 텔레비전 프로그램, 텔레비전 드라마, 뮤지컬, 콘서트, 라디오 등에 정식 출연자가 아닌 출연자가 출연하는 것을 말한다. 흔히 게스트 출연이라고 하며, 그 출연자를 게스트 스타(guest star)라고 한다. 노래에서도 찬조출연이 있는데, 이때는 듀엣 등과 비슷한 형태로, 피처링(Feat., Ft.)이라고 한다. 영화의 경우, 카메오 출연과 비슷하게 사용되기도 한다.

## 같이 보기
- 카메오 출연